# العلاقات الإستونية الجورجية
العلاقات الإستونية الجورجية هي العلاقات الثنائية التي تجمع بين إستونيا وجورجيا.

## مقارنة بين البلدين
هذه مقارنة عامة ومرجعية للدولتين:
| وجه المقارنة                                              | إستونيا                                                                             | جورجيا                          |
| --------------------------------------------------------- | ----------------------------------------------------------------------------------- | ------------------------------- |
| المساحة (كم2)                                             | 45.34 ألف                                                                           | 69.70 ألف                       |
| عدد السكان (نسمة)                                         | 1.32 مليون                                                                          | 3.72 مليون                      |
| الكثافة السكانية (ن./كم²)                                 | 29.11                                                                               | 53.37                           |
| العاصمة                                                   | تالين                                                                               | تبليسي، كوتايسي                 |
| اللغة الرسمية                                             | اللغة الإستونية                                                                     | اللغة الجورجية، اللغة الأبخازية |
| العملة                                                    | يورو، كرون إستوني، كرون إستوني، المارك الإستوني                                     | لاري جورجي                      |
| الناتج المحلي الإجمالي (بليون دولار)                      | 25.92 مليار                                                                         | 15.16 مليار                     |
| الناتج المحلي الإجمالي (تعادل القوة الشرائية) بليون دولار | 38.11 مليار                                                                         | 35.68 مليار                     |
| الناتج المحلي الإجمالي الاسمي للفرد دولار أمريكي          | 17.79 ألف                                                                           | 3.79 ألف                        |
| الناتج المحلي الإجمالي للفرد دولار أمريكي                 | 28.14 ألف                                                                           |                                 |
| مؤشر التنمية البشرية                                      | 0.871                                                                               | 0.754                           |
| رمز المكالمات الدولي                                      | +372                                                                                | +995                            |
| رمز الإنترنت                                              | .ee                                                                                 | .ge، .გე ‏                       |
| المنطقة الزمنية                                           | ت ع م+02:00، ت ع م+03:00، توقيت شرق أوروبا، أوروبا/تالين ‏، توقيت شرق أوروبا الصيفي ‏ | ت ع م+04:00                     |

## مدن متوأمة
في ما يلي قائمة باتفاقيات التوأمة بين مدن إستونية وجورجية:
- ترتبط كايلا (مدينة) مع شياتورا باتفاقية توأمة منذ 6 أبريل 2009.[17][17]
- ترتبط راكفير مع سيناكي باتفاقية توأمة منذ 1994.[18][19][20][18]

## منظمات دولية مشتركة
يشترك البلدان في عضوية مجموعة من المنظمات الدولية، منها:
| علم المنظمة | اسم المنظمة                             | تاريخ انضمام إستونيا | تاريخ انضمام جورجيا |
| ----------- | --------------------------------------- | -------------------- | ------------------- |
|             | اتفاقية السماوات المفتوحة               | ?                    | ?                   |
|             | يونسكو                                  | 14 أكتوبر 1991       | 7 أكتوبر 1992       |
|             | الفريق المعني برصد الأرض                | ?                    | ?                   |
|             | مؤسسة التمويل الدولية                   | 9 أغسطس 1993         | 29 يونيو 1995       |
|             | مجلس أوروبا                             | ?                    | 27 أبريل 1999       |
|             | مؤسسة التنمية الدولية                   | 11 أكتوبر 2008       | 31 أغسطس 1993       |
|             | منظمة التجارة العالمية                  | ?                    | 14 يونيو 2000       |
|             | منظمة الأمن والتعاون في أوروبا          | 10 سبتمبر 1991       | 24 مارس 1992        |
|             | المنظمة الأوروبية لسلامة الملاحة الجوية | 2015                 | 2012                |
|             | الاتحاد البريدي العالمي                 | ?                    | ?                   |
|             | الاتحاد الدولي للاتصالات                | 19 مايو 1922         | 7 يناير 1993        |
|             | الأمم المتحدة                           | 17 سبتمبر 1991       | 31 يوليو 1992       |
|             | البنك الدولي للإنشاء والتعمير           | 23 يونيو 1992        | 7 أغسطس 1992        |
|             | المنظمة الهيدروغرافية الدولية           | ?                    | ?                   |

## وصلات خارجية
- موقع وزارة الخارجية الإستونية
- موقع وزارة الخارجية الجورجية